# Bledius aquilonarius
Bledius aquilonarius är en skalbaggsart som beskrevs av Herman 1976. Bledius aquilonarius ingår i släktet Bledius och familjen kortvingar. Inga underarter finns listade i Catalogue of Life.